# أخي العزيز
أخي العزيز (باليابانية: おにいさまへ…) هو انمي ياباني من تأليف ريوكو إكيدا ، والتي كانت من أعمالها سابقا الليدي أوسكار، والمسلسل يحتوي على 39 حلقة من إخراج اوسامو ديزاكي، وتصميم الشخصيات أوكيو سوجينو.
كانت بداية مسلسل أخي العزيز عام 1975، حيث كانت على شكل قصة مصورة كما يسميه اليابانيون مانغا، إلى أن تحول إلى مسلسل تلفزيوني عام 1990 وعرض لأول مرة على قناة NHK اليابانية من 1991 - 1992، ودبلج هذا المسلسل إلى اللغة الإيطالية والفرنسية والألمانية والعربية، إلا أنه لاقى سخطا كبيرا حيث أنه منع في بعض الدول كفرنسا لما قيل أنه سبب دمار لعقلية الأطفال، بسبب بعض المشاهد التي تتنافى مع الأخلاق، إلا أنه حافظ على شعبيته في بعض الدول كأمريكا والبرازيل على الرغم من أنه لم يدبلج هناك بشكل كامل وإنما كتابة أسفل الشاشة، مع موسيقى رائعة جدا.
النسخة العربية الأردنية هي الوحيدة من كل الدبلجات غير اليابانية التي تم عرض كامل حلقاتها وعددها 39، مع أنها تخلو من عدة لقطات جريئة وتم تقطيع جل مظاهر الانحرافات فيها.

## القصة

هي قصة اعتمدت بشكل أساسي على مرحلة المراهقة، وهي قصة فتاة يابانية عمرها 16 عاماً من طبقة متوسطة تلتحق بالمدرسة الثانوية العليا للبنات المتخصصة للفتيات من العائلات الراقية والمعروفة، وهناك تبدأ قصة ناناكو حينما تتعرف إلى صديقة جديدة واسمها ماريكو، الفتاة الجميلة جداً المعروفة بذوقها الرفيع والتي تكون سبب مشكلة بين ناناكو وصديقة طفولتها توموكو الفتاة المرحة جداً والتي تعتبر شخصية مهمة في المسلسل لأنها تضفي جو البهجة فيه في الأوقات العصيبة، ولكن سرعان ما تكونا صديقتين حميمتين لناناكو.
من خلال ماريكو تكتشف ناناكو أهم ما يميز المدرسة هي جمعية أو نادي الفتيات Sorority Club، التي لا تضم سوى الفتيات الجميلات والمتميزات والثريات في الدراسة، وكثيراً ما تكون الجمعية سبب خلافات بين الطالبات وإثارة المنافسة الغير شريفة والحقد بينهم، وهذا ما عانت منه ناناكو منذ أن عرف الجميع أنها قبلت في الجمعية كون أنها لا تمتلك المؤهلات لدخولها، وحاول الجميع استغلال طيبة قلبها، ممن يساعد ناناكو في محنتها رئيسة الصف وكابتن فريق السلة الآنسة كاوري وهي تكبر بسنة عن طالبات صفها، فبالرغم من حيويتها ونشاطها فهي تعاني من مرض خطير وهي صديقة مقربة من الآنسة ريه الفتاة الشقراء التي تحاول ناناكو التقرب منها، والتي لها علاقة بمديرة جمعية الفتيات اللآنسة فوكيكو الفتاة الأكثر جمالاً في المدرسة وذات الكبرياء والغرور، والتي يحاول الجميع إرضاءها لما لها من كلمة مسموعة من إدارة المدرسة.
اسم المسلسل أتى من خلال الرسائل التي ترسلها ناناكو لمدرسها الذي تعرفت عليه في مدرستها الإعدادية السيد تاكيهيكو، وهو الشخص الذي تبوح له بكل أسرارها ومواقفها وهو من الذي يكون بالفعل أخاها دون أن تعلم. الكثير من العلاقات والأسرار يحتويها هذا المسلسل والتي تتوضح في آخر 8 حلقات.

## الشخصيات

رسمت الشخصيات بدقة لتتناسب مع فترة القصة في السبعينات وهي كالتالي:
- ناناكو ميونو (باليابانية: 御苑生 奈々子)

مؤدي الصوت: هيروكو كاساهارا
هي بطلة القصة.. وهي طالبة في المدرسة الثانوية تدرس في نفس الصف مع ماريكو 
و لسبب كــان مجهول في بداية الأمر لناناكو التحقت هي وماريكو للجمعية التي رئيستها فوكيكو ... 
كما أن ناناكو هي أخت تاكيهيكو ولكن ليسوا من نفس الأم.. 
كانت تراسله منذ أن كانت في الاعدادية وتكتب له كل ما يحدث معها من مشاكل وقصص ومغامرات تعتبره كاخ لها في المراسلة 
و لكنها تكتشف تقريبا في نهاية الأنمي أنه أخاها 
كانت تحب ريه حتى أنها رتبت موعدا للخروج معها ولكن ريه ماتت في ذلك اليوم... كما أن فوكيكو سمحت لها بأخذ دمية ريه المفضلة بعد موتها.. 
شكلها وشخصيتها.. طويلة شعرها أشقر قصير.. بيضاء البشرة.. وهي مــرحة وطيبة ولها الكثير من الأصدقاء 
- ريه اساكا (باليابانية: 朝霞 れい)

مؤدي الصوت: سومي شيماموتو
شخصية غامضة.. صديقة مقربة من كاوري .. 
و هي أخت فوكيكو وتاكاشي ولكن ليسوا من أب واحد.. 
تعيش في شقة ضغيرة وجدرانها مليئة بالمرايــا.. 
و لديها سوارها الذهبي الذي لا تخلعه أبدا.. وكذلك دميتها المفضلة..و التي كما تقول تشبه ناناكو 
كما وانها تحب فوكيكو كثيرا مهما فعلت لها.. حتى أنها أرسلت لها باقة من الورود 
كذلك ريهأسرتها قيود حنا فأحبتها واعتبرتها كأختها.. ورتبت موعدا للخروج معها.. فذهبت وأشترت لناناكو الورود وفي طريقها وهي تمشي على الجسر طارت الورود فقفزت لاحضارها ولسوء الحظ كان موعد سقوطها مع موعد قدوم القطار فصدمها وماتت أثر ذلك الحادث.. 
- فوكيكو ايتشنوميا (باليابانية: 一の宮 蕗子)

مؤدي الصوت: مامي كوياما
شقيقة ريه وهي رئيسة الجمعية.. 
ذات كبرياء.. 
هي تحب ريه كثيرا ولكنها لاتظهر ذلك لأحد 
و هي تكبر ريه بستنين 
و بعد أن ماتت ريه أخذت سوار ريه الذهبي الذي كانت قد اهدته لها عندما افترقتا وهن صغار 
و في نفس يوم وفاة ريه كانت قد أوصت قبل وفاتها بارسال باقة من الورود إلى أختها..
- كاوري اوريهارا (باليابانية: 折原 薫)

تدرس في نفس الصف مع ناناكو.. 
حيوية تحب لعب كرة السلة.. وماريكو تحبها وتراقبها دائما في أثناء عملها.. 
هي تعلم تقصة ريه مع اختها ودائما تحاول اقناع ريه بترك فوكيكو ولكن ريه كانت ترفض كلامها 
و كاوري تحب تاكيهيكو .. أخو ناناكو..
و كانت على علاقة به ولكنها انهتها بعد أن اكتشفت أنها مصابة بسرطان الثدي وانها سوف تموت بعد خمس سنوات.. ولكنها لم تمت.. 
كماو انها تأخرت سنة بسبب مرضها... 
في نهاية الأنمي تتزوج من تاكيهيكو بعد ما اقنعتها فوكيكو بأنــه حتى لو كانت ستموت بعد خمس سنوات يجب أن تعيشها.. 
فلا يمكنها البقاء خمس سنوات دون فعل أي شيء.. !
- ماريكو شينوبو (باليابانية: 信夫 マリ子)

مؤدي الصوت: ساكيكو تاماغاوا
ماريكو وهي صديقة ناناكو تجلس على مقربة منها في الصف وهي بنت جميله جدا وهي دائما تتمنى ان تصبح عضوه في الجمعية في المدرسة وهي فخوره جدا بجمالها في بدايه الامره كانت غيوره جدا من صداقة ناناكو مع توموكو وهي تريد ان تصبح صديقة ناناكو المفضلة لذلك قامت بقول الاكاذيب السيئه عن توموكو لناناكو ولكن فيما بعد تمكنت كاوري من اكتشافها وغضبت منها ناناكو كثيراولكن بعد ذلك تصبح صديقته المقربة وهي تدافع عن ناناكو كثيرا في عدة مناسبات لكن أحيانا يكون سلوكا خاطى وموقفها الغريب مع الآخرين والسبب الرئيسى لكل ذلك وهو مشاكلها العائلية بين والديها.... 
- توموكو اريكورا (باليابانية: 有倉 智子)

وهي صديقة ناناكو المفضلة ولكن فيما بعد التحاقها إلى الجمعية سوف تؤثر على صداقتهم وهذا حدث عندما قامت إحدى الزميلات وتدعى ماريكو بقول الاكاذيب السيئه عن توموكو لناناكو وذلك رغبه منها ان تبعد ناناكو عن توموكو وان تصبح صديقتها وحدها ولكن بعد ذلك تم اكتشاف خطأهاوبمرور الوقت ناناكو وتوموكو سيصبحان اصدقاء ماريكو وسيدافعان عنها امام الآخرين أكثر من مره
- تاكيهيكو هينمي (باليابانية: 辺見 武彦)

مؤدي الصوت: تيشو غيندا
- تاكاشي ايتشينوميا (باليابانية: 一の宮 貴)

مؤدي الصوت: كينيو هوريوتشي
- آيا ميساكي (باليابانية: 三咲 綾)

مؤدي الصوت: ماساكو كاتسكي

## وصلات خارجية
- أخي العزيز على موقع ANN manga (الإنجليزية)

 (بالإنجليزية)